# Ectoedemia scoblei
Ectoedemia scoblei is een vlinder uit de familie dwergmineermotten (Nepticulidae). De wetenschappelijke naam van deze soort is voor het eerst geldig gepubliceerd in 1990 door Minet.
De soort komt voor in tropisch Afrika.